# Dill (fiume)
La Dill è un fiume tedesco, affluente sulla destra orografica della Lahn nell'Assia centrale.

## Geografia
La Dill sgorga circa 1,8 km a nord-ovest di Offdilln sul pendio sud-occidentale della Haincher Höhe ad un'altezza di circa 567 m s.l.m. Da qui il fiume attraversa il circondario di Lahn-Dill per Dillenburg ed Herborn, dirigendosi verso sud. Dopo 55 km la Dill sfocia presso Wetzlar nella Lahn, avendo percorso un dislivello di 420 m, con una pendenza media del 7,6 ‰.
La Dill ha dato il proprio nome a varie località incontrate nel suo percorso, quali Offdilln, Dillbrecht e Fellerdilln.
Rodenbach è un crocevia importante del corso superiore della Dill, che qui si unisce al Roßbach e quindi si dirige verso Dillenburg, da dove, attraversata Herborn, si dirige su Wetzlar.

### Affluenti
| Denominazione           | Lato     | Lunghezza [km] | Superficie del bacino idrografico [km²] | Portata (Q) [l/s] | Altitudine della foce [m. s.l.m.] |
| ----------------------- | -------- | -------------- | --------------------------------------- | ----------------- | --------------------------------- |
| Roßbach                 | sinistra | 10,0           | 21,970                                  | 391,6             | 286                               |
| Treisbach               | destra   | 4,7            | 13,134                                  | 201,1             | 274                               |
| Haigerbach (Ketzerbach) | destra   | 15,5           | 52,009                                  | 1013,7            | 262                               |
| Aubach                  | destra   | 15,8           | 31,322                                  | 620,3             | 262                               |
| Hengstbach              | sinistra | 4,5            | 8,525                                   | 99,1              | 242                               |
| Dietzhölze              | sinistra | 23,8           | 88,440                                  | 1431,4            | 235                               |
| Nanzenbach              | sinistra | 10,8           | 11,510                                  | 146,4             | 226                               |
| Schelde                 | sinistra | 12,0           | 35,028                                  | 425,9             | 221                               |
| Aar                     | sinistra | 20,6           | 148,756                                 | 1602,2            | 210                               |
| Amdorfbach              | destra   | 15,9           | 54,371                                  | 781,5             | 210                               |
| Rehbach                 | destra   | 20,3           | 48,659                                  | 828,3             | 196                               |
| Stippbach               | sinistra | 6,2            | 5,501                                   | 48,6              | 190                               |
| Lemp                    | sinistra | 11,7           | 34,966                                  | 274,3             | 170                               |
| Mühlbach                | destra   | 3,1            | 5,810                                   | 49,3              | 170                               |
| Bechlinger Bach         | sinistra | 6,5            | 9,874                                   | 81,0              | 163                               |
| Bombach                 | sinistra | 6,3            | 6,200                                   |                   | 159                               |
| Blasbach                | sinistra | 7,7            | 15,560                                  | 114,7             | 152                               |

## Strade
Parallele alla Dill corrono strade importanti tra le quali l'autostrada N.45, comunemente detta Sauerlandlinie (strada della Sauerland), che unisce Dortmund ad Aschaffenburg (è anche detta dai tedeschi "la regina delle autostrade") e la strada statale (Bundesstraße) N. 277. Il corso della Dill è anche accompagnato da un tratto di ferrovia.